# Cyphon reitterl
Cyphon reitterl es una especie de coleóptero de la familia Scirtidae.

## Distribución geográfica
Habita en la región en torno al mar Caspio.